# Modi (Poros)

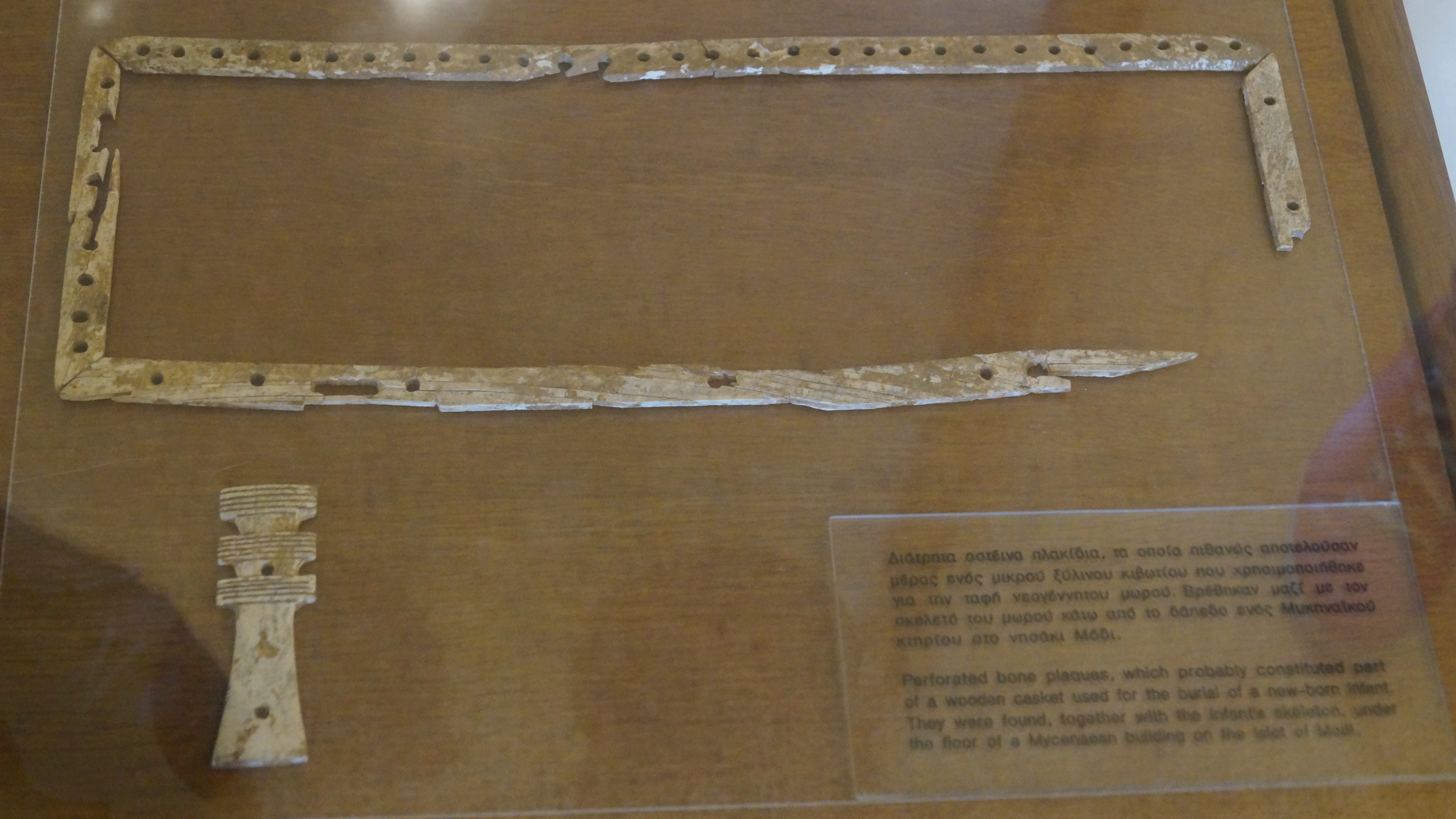
Zierrand und Djed-Pfeiler aus Knochen, Applikationen an einem kleinen Holzsarg für ein Neugeborenes

Modi (griechisch Μόδι) ist eine griechische Insel etwa 1 km östlich der Insel Poros im Süden des Saronischen Golfs. Verwaltungstechnisch gehört sie zur Gemeinde Poros im Regionalbezirk Inseln. Wegen ihrer Form, die an einen liegenden Löwen erinnert, wird sie auch Liontari genannt (griechisch Λιοντάρι: „Löwe“).

## Beschreibung
Die Felseninsel misst von Südwesten nach Nordosten etwa 935 m, hat eine maximale Breite von etwa 240 m und hat eine Grundfläche von etwa 0,19 km². Mit einer höchsten Erhebung von 74 m war die Insel schon in der Antike ein wichtiger Orientierungspunkt für die Schifffahrt.

## Geschichte
Während des Jungpaläolithikums war Modi noch mit Poros und dem Festland verbunden. Durch den Anstieg des Meeresspiegels im Mesolithikum wurde sie jedoch von beiden getrennt.
Eine erste frühhelladische Siedlung entstand im Süden der Insel im 3. Jahrtausend v. Chr. Von dieser wurden bisher noch keine baulichen Reste freigelegt. Nach einem Hiatus von etwa einem Jahrtausend wurde im 13. Jahrhundert v. Chr. an der gleichen Stelle eine mykenische Hafensiedlung errichtet. Nach etwa 100 bis 150 Jahren wurde die Siedlung im 11. Jahrhundert v. Chr. durch Feuer zerstört und verlassen. Erst im 4. Jahrhundert v. Chr. errichtete man einen Wachturm, der bis in hellenistische Zeit bestand. Seitdem ist die Insel unbewohnt.

## Funde
In mykenischer Zeit wurden auf der Insel Hänge terrassiert. Auf den mit Stützmauern befestigten Terrassen fand man Steinstrukturen. Die mykenische Siedlung war von einer Befestigungsmauer umgeben, von der man Reste im Westen entdeckte. Ebenfalls im Westen entdeckte man zwei schlecht erhaltene Räume eines Gebäudes. Im Norden der Siedlung unterhalb der zentralen Felserhebung fand man in zwei Räumen eines Gebäudes Scherben eines argivischen Piktorialkraters aus dem 12. Jahrhundert v. Chr. (SH III C) zusammen mit Tonscherben aus SH III B/C. Unter dem Fußboden eines Raumes fand man das Begräbnis eines Neugeborenen. Es war in einem kleinen Holzsarg mit einem Zierrand aus Knochen beigesetzt worden. An dem Sarg war auch eine aus Knochen geschnitzte Applikation in Form eines ägyptischen Djed-Pfeilers angebracht.
Etwa 50 m südlich deckte man ein Gebäude mit sieben Räumen auf, über deren Überresten eine Ascheschicht lag. In der Zerstörungsschicht fand man SH III C-Keramikscherben. Es handelte sich hauptsächlich um grobe und feine Ware aus SH III C Früh (1180–1130 v. Chr.) und SH III C Mittel (1130–1070 v. Chr.) Außerdem fand man wenige Scherben aus SH III B2 (1250–1210 v. Chr.) und SH III C Spät (1070–1050 v. Chr.) Ein Bruchstück eines Kupferbarrens, ein Bronzeblech, mit dem ein Gefäß verziert war, eine Bronzeaxt und zwei kleine Bronzeräder (wahrscheinlich SH III C) geben einen Hinweis auf bedeutende Handelskontakte. Eine große Bügelkanne und ein Teil einer Dreifußschale sind kretischen Ursprungs und zeigen, dass Verbindungen zu dieser Insel bestanden.
Als weitere Oberflächenfunde fand man auch frühhelladische Tonscherben und aus der gleichen Zeit ein Knopfsiegel aus Serpentin und eine Tonpalette, die frühkykladischen Marmorpaletten ähnelt.
In  einer Bucht an der nordwestlichen Seite der Insel entdeckte man 2003 die Ladung eines mykenischen Schiffswracks aus dem 13. oder 12. Jahrhundert v. Chr. Der Rumpf des Schiffes, das etwa 10 m lang war und 25 t Fracht laden konnte, ist nicht erhalten. In einer Tiefe von 25 bis 38 m fand man hauptsächlich Amphoren, Pithamphoren und Pithoi. Nach dem Schiffswrack von Kap Iria und dem von Dokos handelt es sich um das dritte bronzezeitliche Wrack, das im Argosaronischen Golf entdeckt wurde. Bis 2010 hob man über 30 Transportgefäße, Tonscherben und Steinanker. Das Handelsschiff transportierte vermutlich hauptsächlich Früchte und Olivenöl oder Wein.
Im Norden fand man die Fundamente eines Wachturms aus spätklassischer und hellenistischer Zeit. Die Funde von Modi sind im Museum von Poros ausgestellt.